# Marko Blaž Florio
Marko Blaž Florio, prvi nautički inspektor u »Austrijskome Lloydu« 1840.
Iz hrvatske obitelji Florio iz Prčanja u Crnoj Gori. 
Za propadanja bokeljskog brodarstva, kada je novoosnovano parobrodarsko društvo »Austrijski Lloyd« tražilo vrsne pomorce i kapetane, među prvima koji je oko 1840. ušao u njegovu službu bio je pomorski kapetan Marko Blaž. Pomažući u uspostavljanju prvih parobrodarskih linija za Levant, Indiju, Kinu i Japan dao je vidan prinos jačanju austrijske trgovačke mornarice. Uz prčanjske je zapovjednike Petra Marassija i Andriju Veronu bio među prvim nautičkim inspektorima u »Austrijskom Lloydu«. God. 1851. spasio je od opasnog nasukanja u Dardanelima brigantin »Splendido«, kojim je godinu dana kasnije prčanjski kapetan I. Visin oplovio svijet. Za taj podvig Marko Blaž dobio je 1852. posebno priznanje od austrijske središnje Pomorske vlade.